# 卒業 (1967年の映画)
『卒業』（そつぎょう、The Graduate）は、マイク・ニコルズ監督による1967年のアメリカ合衆国の青春恋愛映画。チャールズ・ウェッブによる1963年の中編小説を原作としている。
第40回アカデミー賞では7部門にノミネートされ、監督賞を受賞した。
1996年、「文化的、歴史的、または美的に重要な作品」として、米国国立フィルム登録簿に保存対象に選出され、1997年にはアメリカ映画協会によってアメリカ映画ランキングで7位、2007年には17位とされた。2003年以降はスティーヴン・ジェイ・シュナイダーの『死ぬまでに観たい映画1001本』に掲載されており、最も偉大で影響力のある映画の1つとして広く認められている。

## あらすじ
米国東海岸の有名大学陸上部のスターで新聞部長でもあったベンジャミン・ブラドック（ダスティン・ホフマン）は、卒業を機に西海岸のカリフォルニア州南部のパサデナへ帰郷する。友人親戚一同が集った卒業記念パーティーで、将来を嘱望される若者に人々は陽気に話しかける。そのパーティーで、父親（ウィリアム・ダニエルズ）の職業上のパートナーであるミスター・ロビンソンの妻のミセス・ロビンソン（アン・バンクロフト）と再会する。卒業記念のプレゼント、赤いアルファロメオ・スパイダー・デュエットでミセス・ロビンソンを送ったベンジャミンは、彼女から思わぬ誘惑を受ける。
一度は拒んだベンジャミンだったが、いま目標を失っている彼に示された道は他になかった。大学院への進学を期待されながらもどこに進学するか決めないでうつろな夏休みが始まる。夜ごとの逢瀬。それでもぬぐい去れない虚無感。心配した両親は、同時期に北部のバークレーの大学から帰郷した幼なじみのエレーン・ロビンソン（キャサリン・ロス）をデートに誘えという。一度きりのデートでわざと嫌われるようにし向けるはずが、ベンジャミンはエレーンの一途さに打たれ、二度目のデートを約束してしまう。
二度目のデートの当日、約束の場所に来たのはミセス・ロビンソンだった。彼女はベンジャミンにエレーンと別れるように迫り、別れないならベンジャミンと交わした情事を娘に暴露すると脅す。焦燥したベンジャミンはエレーンに自ら以前話した不倫の相手は、他ならぬあなたの母親だと告白する。ショックを受けたエレーンは、詳しい話も聞かずに、ベンジャミンを追い出す。
エレーンを忘れられないベンジャミンは、彼女の大学に押しかけ、大学近くにアパートを借り、エレーンを追いかける。結婚しようという彼の言葉を受け入れかけたある日、しかし、彼女は退学していた。そしてベンジャミンはエレーンが医学部卒業の男と結婚することを知る。
どうにか彼女の結婚が執り行われているサンタバーバラにある教会を聞きだして、そこまで駆けつけたベンジャミンは、エレーンと新郎が今まさに誓いの口づけをした場面で叫ぶ。「エレーン、エレーン！」。ベンジャミンへの愛に気づくエレーンはそれに答える。「ベン！」。
ベンジャミンを阻止しようとするミスター・ロビンソン。悪態をつくミセス・ロビンソン。二人は手に手を取って教会を飛び出し、バスに飛び乗る。バスの席に座ると、二人の喜びはやがて未来への不安に変わり、背後に「サウンド・オブ・サイレンス」が流れる。

## キャスト
| 役                       | 俳優                                        | 日本語吹替                                          | 日本語吹替 | 日本語吹替 |
| 役                       | 俳優                                        | TBS版                                               | テレビ東京版 | 機内上映版 |
| ------------------------ | ------------------------------------------- | --------------------------------------------------- | --- | ---------- |
| ベンジャミン・ブラドック | ダスティン・ホフマン                        | 高岡健二                                            | 井上倫宏 | 野沢那智   |
| ミセス・ロビンソン       | アン・バンクロフト                          | 奈良岡朋子                                          | 塩田朋子 |            |
| エレーン・ロビンソン     | キャサリン・ロス                            | 林寛子                                              | 石塚理恵 | 上田みゆき |
| ミスター・ロビンソン     | マーレイ・ハミルトン                        | 宮川洋一                                            | 佐々木梅治 |            |
| ミスター・ブラドック     | ウィリアム・ダニエルズ                      | 宮田光                                              | 小川真司 |            |
| ミセス・ブラドック       | エリザベス・ウィルソン                      | 香椎くに子                                          | 久保田民絵 |            |
| カール・スミス           | ブライアン・エイヴリー                      | 古川登志夫                                          | |            |
| フロント係               | バック・ヘンリー                            | 西村知道                                            | |            |
| ミスター・マクガイア     | ウォルター・ブルック                        | 峰恵研                                              | |            |
| ミスター・マックリーリー | ノーマン・フェル                            | 田中康郎                                            | |            |
| カールソン               | ローレンス・ハッドン                        | 広瀬正志                                            | |            |
| カールソン夫人           | イヴ・マクヴェイ                            | 斉藤昌                                              | |            |
| 下宿屋の住人             | リチャード・ドレイファス （クレジットなし） | 村山明                                              | |            |
| その他声の出演           | その他声の出演                              | 峰あつ子 尾崎桂子 山田礼子 鈴置洋孝 谷口節 塩沢兼人 | 大家仁志 小山武宏 長克巳 伊藤和晃 定岡小百合 水原リン 宮澤正 田畑ゆり 梅田貴公美 丸山純路 くわはら利晃 小野塚貴志 川村拓央 |            |
|                          |                                             |                                                     | |            |
| 演出                     | 演出                                        | 佐藤敏夫                                            | 木村絵理子 |            |
| 翻訳                     | 翻訳                                        | 木原たけし                                          | 森みさ |            |
| 効果                     | 効果                                        |                                                     | リレーション |            |
| 調整                     | 調整                                        | 山下欽也                                            | 田中和成 |            |
| 製作担当                 | 製作担当                                    |                                                     | 河村常平 |            |
| プロデューサー           | プロデューサー                              | 熊谷国雄                                            | 久保一郎 八田紳作 |            |
| 制作                     | 制作                                        | 東北新社 TBS                                        | 東北新社 テレビ東京 |            |
| 解説                     | 解説                                        | 荻昌弘                                              | |            |
| 初回放送                 | 初回放送                                    | 1977年10月3日 『月曜ロードショー』 21:02-22:55      | 2000年12月24日 『20世紀名作シネマ』                                                                                        |            |

※ NBCユニバーサル・エンターテイメントジャパンから発売の『ユニバーサル思い出の復刻版 ブルーレイ』、KADOKAWAから発売の4Kリマスター版DVD・BDにTBS版が収録(約95分)

## 音楽
サイモン&ガーファンクルの楽曲と、デイヴ・グルーシンが作曲したインストゥルメンタルが使用された。本作のサウンドトラック・アルバムは全米1位を獲得して、グラミー賞では最優秀インストゥルメンタル作曲賞（映画・テレビ音楽）部門を受賞した。

## その他
- 本作を象徴する「花嫁を結婚式の最中に、花婿から奪うシーン」は、公開から半世紀以上経つ現在まで数多くのパロディが制作されている[注 1]。一例では、アニメ『うる星やつら オンリー・ユー』で、ラムが花婿のあたるを花嫁のエルから奪うシーンなどがある。ドラマ『ウエディングプランナー SWEET デリバリー』では、ユースケ・サンタマリア演じる大森トオルが「『卒業』に登場する結婚式で花嫁に逃げられる婚約者」(と同じ境遇)であると自己紹介する。日本におけるパロディでは「ちょっと待った!」と叫んで式場に闖入するパターンが散見されるが、これは『ねるとん紅鯨団』の告白タイムのやりとりと混同されたもので、実際のシーンでは花嫁の名前を叫んでいる。

- この作品は舞台化され、2000年から2002年までブロードウェイなどで上演された。キャスリーン・ターナーがミセス・ロビンソンを演じ、ベンジャミンはジェイソン・ビッグス、エレーンはアリシア・シルヴァーストーンが演じた。

- ラストシーンで笑顔の二人が次第に不安になっていく様が映されるが、これは演者にわざと長く笑顔の演技をさせた後にカットがかかったように見せかけ、やっと終わったと思わせる事で再現している。また、カットの声を敢えて遅らせることで二人の不安感を強調している。監督のニコルズによると、彼らの未来が決して明るいだけではないことを暗示させたかったからであるという。

- 邦題を考案したのはユナイト映画に在籍した水野晴郎[8]。

- エレーンのモデルとなったのが祖母であるという設定の映画『迷い婚 -全ての迷える女性たちへ-』が2005年に公開された。

- 本作の後日譚として、 2007年に『「卒業」Part2』原題（Home School）が出版された。

- ダスティン・ホフマンとアン・バンクロフトは第65回アカデミー賞授賞式（1993年）で脚本賞/脚色賞のプレゼンターを務めた。途中二人は目を合わせ、ホフマンが「Are you trying to seduce me?（僕を誘惑するつもり？）」と訊くと、バンクロフトは「Not anymore.（もうしない）」とオチをつけた。
- この映画の原題 The Graduate の意味は「卒業生」である。

## 作品の評価

### 映画批評家によるレビュー
Rotten Tomatoesによれば、批評家の一致した見解は「音楽、演技、大学卒業後の倦怠感を的確に捉えた『卒業』の青春ストーリーは確かに時代を超えたものである。」であり、82件の評論のうち高評価は87%にあたる71件で、平均点は10点満点中8.9点となっている。
Metacriticによれば、19件の評論のうち、高評価は15件、賛否混在は4件、低評価はなく、平均点は100点満点中83点となっている。

### 受賞歴
- アカデミー監督賞 - マイク・ニコルズ
- 「AFIアメリカ映画100年シリーズ」
  - 1998年：「アメリカ映画ベスト100」第7位
  - 2007年：「アメリカ映画ベスト100（10周年エディション）」第17位